# Manfred Zollner

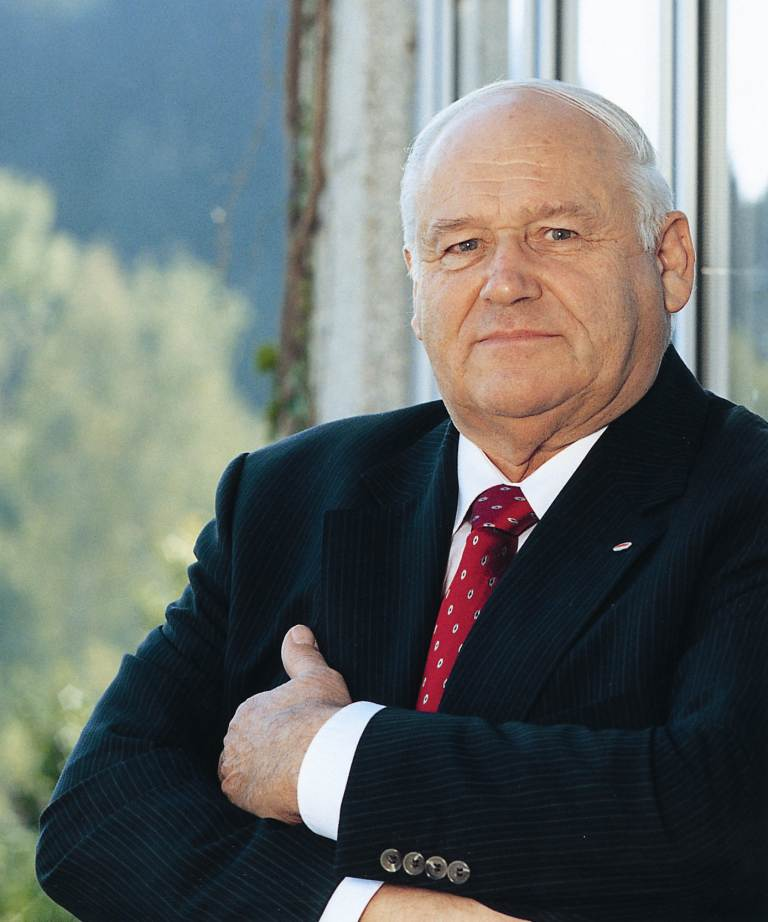
Manfred Zollner sen. (2010)

Manfred Zollner (* 9. Oktober 1940 in Zandt, Oberpfalz) ist ein deutscher Unternehmer.

## Leben
Manfred Zollner schuf aus seinem 1965 gegründeten Elektrofachgeschäft ein Unternehmen mit über 13.000 Mitarbeitern, davon rund 5.000 an deutschen Standorten. Als Seniorchef ist Manfred Zollner seit dem Ausscheiden aus dem Vorstand in der Funktion des Aufsichtsratsvorsitzenden weiterhin für die Zollner Elektronik AG, mit Hauptsitz in Zandt, tätig.
Die größte Firma des Landkreises Cham beschäftigte im Dezember 2024 insgesamt 13.000 Mitarbeiter. Derzeit hat das Unternehmen 25 Standorte, davon 9 in Deutschland, mehrere in den Vereinigten Staaten, je zwei Werke in Ungarn und Rumänien sowie je ein Werk in China, Tunesien, der Schweiz, Thailand, in Costa Rica und in Hongkong.

## Ehrungen
Manfred Zollner wurde 1996 mit dem Bundesverdienstkreuz 1. Klasse, 2001 mit dem Bayerischen Verdienstorden und Ende 2010 mit dem Großen Verdienstkreuz der Bundesrepublik Deutschland ausgezeichnet. Außerdem ist er Träger der Staatsmedaille für besondere Verdienste um die bayerische Wirtschaft (2006) und der Bürgermedaille (2000). Er ist Ehrenbürger der Gemeinde Zandt, dem Stammsitz seines Unternehmens, der Stadt Furth im Wald und der Stadt Cham.